# Liverpool Football Club 2017-2018
Questa pagina raccoglie i dati riguardanti il Liverpool Football Club nelle competizioni ufficiali della stagione 2017-2018.

## Stagione
La stagione del Liverpool in Premier League parte con sul campo del Watford con il pareggio per 3-3 con i gol del tridente formato da Sadio Mané, Roberto Firmino e Mohamed Salah, quest'ultimo arrivato in estate dalla Roma. Successivamente arriva la vittoria per 4-0 in casa sull'Arsenal e la giornata dopo la sconfitta per 5-0 in casa del Manchester City. In campionato i risultati sono un po' altalenanti, tuttavia c'è da registrare l'esplosione di Mohamed Salah, capace di mettere a segno alla fine dell'anno 32 gol in 36 presenze solo in campionato, per un totale di 44 gol in 52 presenze fra tutte le competizioni. Il 14 gennaio i Reds sono capaci di infliggere la prima sconfitta stagionale in campionato alla capolista Manchester City con un pirotecnico risultato di 4-3. Dopo essere stati in terza posizione fino a 4 giornate al termine concludono il campionato al 4 posto, valevole per un posto ai gironi della Uefa Champions League 2018-2019, complice due pareggi contro le ultime due squadre in classifica, West Bromwich (2-2) e Stoke City (0-0), e una sconfitta alla penultima giornata contro il Chelsea per 1-0 in favore dei Blues.
In Champions League il cammino è molto diverso. Iniziano il loro percorso il 15 agosto vincendo i play-off contro i tedeschi dell'Hoffenheim, vittoria per 2-1 in Germania e vittoria per 4-2 in casa, riuscendo ad approdare alla fase a gironi. Vengono inseriti nel gruppo E con gli spagnoli del Siviglia, i russi dello Spartak Mosca e gli sloveni del Maribor. Dopo due pareggi iniziali contro Siviglia in casa per 2-2 e in Russia per 1-1 contro lo Spartak Moasca i Reds riescono a vincere il doppio confronto contro il Maribor vincendo 7-0 in Slovenia e 3-0 in casa. Successivamente grazie al pareggio per 3-3 in Spagna e alla vittoria per 7-0 in casa contro lo Spartak Mosca terminano il loro percorso al primo posto e il passaggio agli ottavi di finale dove incontreranno i portoghesi del Porto. Il doppio confronto porta al passaggio degli inglesi avendo vinto 5-0 in casa del Porto e pareggiando per 0-0 in casa ad Anfield. Successivamente incontreranno gli inglesi del Manchester City ai quarti di finale, vincendo 3-0 in casa e 2-1 all'Etihad Stadium, e gli italiani della Roma in semifinale vincendo 5-2 in casa e perdendo 4-2 in trasferta, riuscendo tuttavia a raggiungere la finale di Kiev dove incontreranno gli spagnoli del Real Madrid. Il 26 maggio giocano e perdono la finale di Champions League per 3-1 contro il Real grazie anche agli errori del portiere Loris Karius decisivi sui gol di Karim Benzema prima e Gareth Bale dopo.
Nelle competizioni nazionali il Liverpool perde subito contro il Leicester City per 2-0 in EFL Cup, mentre in FA Cup vince la prima partita nel derby contro l'Everton con il risultato di 2-1 ma perde poi la successiva partita in casa per 3-2 contro il West Bromwich.

## Maglie e sponsor
Per la stagione 2017-2018 lo sponsor ufficiale è ancora la banca inglese Standard Chartered Bank e anche lo sponsor tecnico rimane uguale all'anno precedente, ovvero New Balance.
| Casa | Trasferta | Terza divisa |

## Organigramma societario
ORGANI DI AMMINISTRAZIONE E CONTROLLO
Consiglio di amministrazione
- Proprietario: John W. Henry
- Presidente: Tom Werner
- Presidenti onorari: D.R. Moores, T.D. Smith, K.E.B. Clayton, J.D. Burns, J.H. Cresswell
- Vicepresidente: David Ginsberg
- Amministratore delegato - CdA: Sir Kenny Dalglish
- Direttore generale: Michael Gordon
- Chief Executive Officer: Peter Moore
- Chief Operating Officer: Andy Hughes
- Amministratori: Michael Gordon, Mike Egan

AREE E MANAGEMENT
Area gestione aziendale
- Segretario generale: Ian Silvester
- Segretario del Club: Danny Stanway
- Kit Manager: Graham Carter, John Wright

Area comunicazione
- Direttore della comunicazione: Susan Black
- Addetto stampa: Matt McCann

Area sportiva
- Direttore sportivo: Michael Edwards
- Head of Ticketing and Hospitality: Phil Dutton
- Supporter Liaison Officer: Yonit Sharabi
- Stadium Manager: Mickel Lauritsen
- Academy Director: Alex Inglethorpe

Area tecnica
- Allenatore: Jürgen Klopp
- Allenatore in seconda: Željko Buvač (fino al 30 aprile), poi Peter Krawietz
- Collaboratori tecnici: Peter Krawietz, Pepijn Lijnders, Angel Vales
- Preparatore dei portieri: John Achterberg
- Responsabile preparazione atletica: Philipp Jacobsen
- Preparatori atletici: Louise Fawcett, Matt Konopinski, Christopher Rohrbeck, Paul Small
- Responsabile Training Check: Mark Hulse, Andreas Kornmayer

Area sanitaria
- Team Doctor: Dr. Andrew Massey

## Rosa
Rosa, numerazione e ruoli, tratti dal sito ufficiale, sono aggiornati al 31 agosto 2017.
| N. |                        | Ruolo | Calciatore                   |
| -- | ---------------------- | ----- | ---------------------------- |
| 1  | Germania (bandiera)    | P     | Loris Karius                 |
| 2  | Inghilterra (bandiera) | D     | Nathaniel Clyne              |
| 4  | Paesi Bassi (bandiera) | D     | Virgil van Dijk              |
| 5  | Paesi Bassi (bandiera) | C     | Georginio Wijnaldum          |
| 6  | Croazia (bandiera)     | D     | Dejan Lovren                 |
| 7  | Inghilterra (bandiera) | C     | James Milner (vice-capitano) |
| 9  | Brasile (bandiera)     | A     | Roberto Firmino              |
| 10 | Brasile (bandiera)     | C     | Philippe Coutinho            |
| 11 | Egitto (bandiera)      | A     | Mohamed Salah                |
| 12 | Inghilterra (bandiera) | D     | Joe Gomez                    |
| 14 | Inghilterra (bandiera) | C     | Jordan Henderson (capitano)  |
| 15 | Inghilterra (bandiera) | A     | Daniel Sturridge             |
| 16 | Serbia (bandiera)      | C     | Marko Grujić                 |
| 17 | Estonia (bandiera)     | D     | Ragnar Klavan                |
| 18 | Spagna (bandiera)      | D     | Alberto Moreno               |
| 19 | Senegal (bandiera)     | A     | Sadio Mané                   |

| N. |                        | Ruolo | Calciatore              |
| -- | ---------------------- | ----- | ----------------------- |
| 20 | Inghilterra (bandiera) | C     | Adam Lallana            |
| 21 | Inghilterra (bandiera) | C     | Alex Oxlade-Chamberlain |
| 22 | Belgio (bandiera)      | P     | Simon Mignolet          |
| 23 | Germania (bandiera)    | C     | Emre Can                |
| 26 | Scozia (bandiera)      | D     | Andrew Robertson        |
| 27 | Belgio (bandiera)      | A     | Divock Origi            |
| 28 | Inghilterra (bandiera) | A     | Danny Ings              |
| 29 | Inghilterra (bandiera) | A     | Dominic Solanke         |
| 32 | Camerun (bandiera)     | D     | Joël Matip              |
| 34 | Bulgaria (bandiera)    | P     | Ádám Bogdán             |
| 38 | Inghilterra (bandiera) | D     | Jon Flanagan            |
| 50 | Serbia (bandiera)      | C     | Lazar Marković          |
| 52 | Galles (bandiera)      | P     | Danny Ward              |
| 58 | Galles (bandiera)      | A     | Ben Woodburn            |
| 66 | Inghilterra (bandiera) | D     | Trent Alexander-Arnold  |

## Calciomercato

### Sessione estiva(dall'1/7 all'31/8)
La sessione estiva di calciomercato vede due acquisti importanti: vengono infatti presi l'attaccante egiziano Mohamed Salah dalla Roma per poco più di 40 mln di euro e il centrocampista inglese Alex Oxlade-Chamberlain dall'Arsenal per 38 milioni di euro. Sul fronte delle cessioni spicca l'uscita di Lucas Leiva che, dopo aver vestito la maglia dei Reds per 10 anni, viene ceduto alla Lazio per una cifra vicino ai 6 mln di euro. Inoltre vengono ceduti il giovane attaccante belga Divock Origi al Wolfsburg in prestito oneroso (6,5 mln €) e il Crystal Palace riscatta il difensore francese Mamadou Sakho per una cifra vicina ai 30 mln di euro.
| Acquisti         | Acquisti                | Acquisti  | Acquisti              |
| R.               | Nome                    | da        | Modalità              |
| ---------------- | ----------------------- | --------- | --------------------- |
| A                | Mohamed Salah           | Roma      | definitivo (42 mln €) |
| A                | Dominic Solanke         | Chelsea   | svincolato            |
| D                | Andrew Robertson        | Hull City | definitivo (9 mln €)  |
| C                | Alex Oxlade-Chamberlain | Arsenal   | definitivo (38 mln €) |
| Altre operazioni |                         |           |                       |
| D                | Andre Wisdom            | Hearts    | fine prestito         |

| Cessioni         | Cessioni            | Cessioni       | Cessioni                      |
| R.               | Nome                | a              | Modalità                      |
| ---------------- | ------------------- | -------------- | ----------------------------- |
| A                | Divock Origi        | Wolfsburg      | prestito oneroso (6,50 mln €) |
| D                | Mamadou Sakho       | Crystal Palace | definitivo (28,20 mln €)      |
| C                | Lucas Leiva         | Lazio          | definitivo (5,70 mln €)       |
| C                | Kevin Stewart       | Hull City      | definitivo (4,50 mln €)       |
| D                | Andre Wisdom        | Derby County   | definitivo (2,30 mln)         |
| P                | Alexander Manninger | -              | fine carriera                 |
| Altre operazioni |                     |                |                               |
| C                | Sheyi Ojo           | Fulham         | prestito                      |
| C                | Connor Randall      | Hearts         | prestito                      |

### Sessione invernale(dal 1/1 al 31/1)
Il 27 dicembre 2018 il club ufficializza il passaggio del difensore olandese Virgil van Dijk dal Southampton per la cifra record di 85 milioni di euro, compresi vari bonus, che ne fanno l'acquisto più oneroso del club e il difensore più pagato della storia del calcio, mentre sul fronte cessioni viene ceduto il centrocampista Philippe Coutinho dopo un'estenuante trattativa agli spagnoli del Barcellona per una cifra fissa di 120 milioni di euro più bonus che possono far arrivare la cifra totale fino a 160 milioni di euro.
| Acquisti | Acquisti        | Acquisti    | Acquisti                 |
| R.       | Nome            | da          | Modalità                 |
| -------- | --------------- | ----------- | ------------------------ |
| D        | Virgil van Dijk | Southampton | definitivo (78,80 mln €) |

| Cessioni | Cessioni          | Cessioni      | Cessioni               |
| R.       | Nome              | a             | Modalità               |
| -------- | ----------------- | ------------- | ---------------------- |
| C        | Philippe Coutinho | Barcellona    | definitivo (120 mln €) |
| C        | Marko Grujić      | Cardiff City  | prestito               |
| A        | Daniel Sturridge  | West Bromwich | prestito               |
| D        | Jon Flanagan      | Bolton        | prestito               |
| C        | Lazar Markovic    | Anderlecht    | prestito               |

## Risultati

### Premier League

#### Girone di andata
| Arbitro: | Anthony Taylor |

|                                    |           |                                          |
| Okaka 8’ Doucouré 32’ Britos 90+3’ | Marcatori | 29’ Mané 55’ (rig.) R. Firmino 57’ Salah |

| Arbitro: | Kevin Friend |

|          |           |  |
| Mané 73’ | Marcatori |  |

| Arbitro: | Craig Pawson |

|                                                 |           |  |
| R. Firmino 17’ Mané 40’ Salah 57’ Sturridge 77’ | Marcatori |  |

| Arbitro: | Jonathan Moss |

|                                                     |           |  |
| Agüero 24’ Gabriel Jesus 45+6’, 53’ Sané 77’, 90+1’ | Marcatori |  |

| Arbitro: | Roger East |

|           |           |             |
| Salah 30’ | Marcatori | 27’ Arfield |

| Arbitro: | Anthony Taylor |

|                         |           |                                      |
| Okazaki 45+3’ Vardy 69’ | Marcatori | 15’ Salah 23’ Coutinho 68’ Henderson |

| Arbitro: | Craig Pawson |

|            |           |              |
| Joselu 36’ | Marcatori | 29’ Coutinho |

| Liverpool 14 ottobre 2017, ore 13:30 WEST 8ª giornata | Liverpool       | 0 – 0 referto | Manchester Utd | Anfield (52 912 spett.)\| Arbitro: \| Martin Atkinson \| |
| Arbitro:                                              | Martin Atkinson |               |                |                                                          |

| Arbitro: | Andre Marriner |

|                                 |           |           |
| Kane 4’, 56’ Son 12’ Alli 45+3’ | Marcatori | 24’ Salah |

| Arbitro: | Kevin Friend |

|                                            |           |  |
| Sturridge 50’ R. Firmino 58’ Wijnaldum 75’ | Marcatori |  |

| Arbitro: | Neil Swarbrick |

|             |           |                                                 |
| Lanzini 55’ | Marcatori | 21’, 75’ Salah 24’ Matip 56’ Oxlade-Chamberlain |

| Arbitro: | Mike Jones |

|                             |           |  |
| Salah 31’, 41’ Coutinho 68’ | Marcatori |  |

| Arbitro: | Michael Oliver |

|           |           |             |
| Salah 65’ | Marcatori | 85’ Willian |

| Arbitro: | Martin Atkinson |

|  |           |                         |
|  | Marcatori | 17’ Mané 77’, 83’ Salah |

| Arbitro: | Graham Scott |

|                   |           |                                                          |
| Murray 51’ (rig.) | Marcatori | 30’ Can 31’, 48’ R. Firmino 87’ Coutinho 89’ (aut.) Dunk |

| Arbitro: | Craig Pawson |

|           |           |                   |
| Salah 42’ | Marcatori | 77’ (rig.) Rooney |

| Liverpool 13 dicembre 2017, ore 21:00 WET 17ª giornata | Liverpool    | 0 – 0 referto | West Bromwich | Anfield (53 243 spett.)\| Arbitro: \| Paul Tierney \| |
| Arbitro:                                               | Paul Tierney |               |               |                                                       |

| Arbitro: | Andre Marriner |

|  |           |                                                  |
|  | Marcatori | 20’ Coutinho 26’ Lovren 44’ Salah 66’ R. Firmino |

| Arbitro: | Martin Atkinson |

|                                |           |                                       |
| Sánchez 53’ Xhaka 56’ Özil 58’ | Marcatori | 26’ Coutinho 52’ Salah 71’ R. Firmino |

#### Girone di ritorno
| Arbitro: | Kevin Friend |

|                                                                             |           |  |
| Coutinho 6’ R. Firmino 52’, 66’ Alexander-Arnold 65’ Oxlade-Chamberlain 82’ | Marcatori |  |

| Arbitro: | Neil Swarbrick |

|                |           |          |
| Salah 52’, 76’ | Marcatori | 3’ Vardy |

| Arbitro: | Roger East |

|                 |           |                       |
| Gudmundsson 87’ | Marcatori | 61’ Mané 90+4’ Klavan |

| Arbitro: | Andre Marriner |

|                                                         |           |                                      |
| Oxlade-Chamberlain 9’ R. Firmino 59’ Mané 61’ Salah 68’ | Marcatori | 40’ Sané 84’ B. Silva 90+1’ Gündogan |

| Arbitro: | Neil Swarbrick |

|            |           |  |
| Mawson 40’ | Marcatori |  |

| Arbitro: | Kevin Friend |

|  |           |                                           |
|  | Marcatori | 26’ Can 45+1’ R. Firmino 78’ (rig.) Salah |

| Arbitro: | Jonathan Moss |

|                 |           |                        |
| Salah 3’, 90+1’ | Marcatori | 80’ Wanyama 90+5’ Kane |

| Arbitro: | Martin Atkinson |

|  |           |                         |
|  | Marcatori | 6’ R. Firmino 42’ Salah |

| Arbitro: | Stuart Attwell |

|                                           |           |             |
| Can 29’ Salah 51’ R. Firmino 57’ Mané 77’ | Marcatori | 59’ Antonio |

| Arbitro: | Graham Scott |

|                    |           |  |
| Salah 40’ Mané 55’ | Marcatori |  |

| Arbitro: | Craig Pawson |

|                   |           |                   |
| Rashford 14’, 24’ | Marcatori | 66’ (aut.) Bailly |

| Arbitro: | Anthony Taylor |

|                                        |           |  |
| Salah 4’, 43’, 77’, 85’ R. Firmino 49’ | Marcatori |  |

| Arbitro: | Neil Swarbrick |

|                        |           |                    |
| Milivojevic 13’ (rig.) | Marcatori | 49’ Mané 84’ Salah |

| Liverpool 7 aprile 2018, ore 13:30 WEST 33ª giornata | Everton        | 0 – 0 referto | Liverpool | Goodison Park (39.220 spett.)\| Arbitro: \| Michael Oliver \| |
| Arbitro:                                             | Michael Oliver |               |           |                                                               |

| Arbitro: | Chris Kavanagh |

|                                  |           |  |
| Mané 7’ Salah 69’ R. Firmino 90’ | Marcatori |  |

| Arbitro: | Stuart Attwell |

|                          |           |                   |
| Livermore 79’ Rondón 88’ | Marcatori | 4’ Ings 72’ Salah |

| Liverpool 28 aprile 2018, ore 13:30 WEST 36ª giornata | Liverpool      | 0 – 0 referto | Stoke City | Anfield (53.255 spett.)\| Arbitro: \| Andre Marriner \| |
| Arbitro:                                              | Andre Marriner |               |            |                                                         |

| Arbitro: | Anthony Taylor |

|            |           |  |
| Giroud 32’ | Marcatori |  |

| Arbitro: | Kevin Friend |

|                                                |           |  |
| Salah 26’ Lovren 40’ Solanke 53’ Robertson 85’ | Marcatori |  |

### FA Cup

#### Fase a eliminazione diretta
| Arbitro: | Robert Madley |

|                                |           |                |
| Milner 35’ (rig.) van Dijk 84’ | Marcatori | 67’ Sigurdsson |

| Arbitro: | Craig Pawson |

|                         |           |                                         |
| R. Firmino 5’ Salah 78’ | Marcatori | 7’, 11’ J. Rodriguez 45+2’ (aut.) Matip |

### EFL Cup

#### Fase a eliminazione diretta
| Arbitro: | Stuart Attwell |

|                         |           |  |
| Okazaki 65’ Slimani 78’ | Marcatori |  |

### UEFA Champions League

#### Turni preliminari
| Arbitro: | Björn Kuipers |

|         |           |                                           |
| Uth 87’ | Marcatori | 35’ Alexander-Arnold 74’ (aut.) Nordtveit |

| Arbitro: | Daniele Orsato |

|                                       |           |                    |
| Can 10’, 21’ Salah 18’ R. Firmino 63’ | Marcatori | 28’ Uth 79’ Wagner |

#### Gruppo E
| Arbitro: | Danny Makkelie |

|                          |           |                          |
| R. Firmino 21’ Salah 37’ | Marcatori | 5’ Ben Yedder 72’ Correa |

| Arbitro: | Clément Turpin |

|              |           |              |
| Fernando 23’ | Marcatori | 31’ Coutinho |

| Arbitro: | Viktor Kassai |

|  |           |                                                                                           |
|  | Marcatori | 4’ 54’ R. Firmino 13’ Coutinho 19’, 40’ Salah 86’ Oxlade-Chamberlain 90’ Alexander-Arnold |

| Arbitro: | Ivan Kružliak |

|                                 |           |  |
| Salah 49’ Can 64’ Sturridge 90’ | Marcatori |  |

| Arbitro: | Felix Brych |

|                                          |           |                             |
| Ben Yedder 51’, 60’ (rig.) Pizarro 90+3’ | Marcatori | 2’, 30’ R. Firmino 22’ Mané |

| Arbitro: | Szymon Marciniak |

|                                                                     |           |  |
| Coutinho 4’ (rig.), 15’, 50’ R. Firmino 19’ Mané 47’, 76’ Salah 86’ | Marcatori |  |

#### Fase ad eliminazione diretta

##### Ottavi di finale
| Arbitro: | Daniele Orsato |

|  |           |                                             |
|  | Marcatori | 25’, 53’, 85’ Mané 29’ Salah 69’ R. Firmino |

| Liverpool 6 marzo 2018, ore 20:45 CET Ritorno | Liverpool    | 0 – 0 referto | Porto | Anfield (48 768 spett.)\| Arbitro: \| Felix Zwayer \| |
| Arbitro:                                      | Felix Zwayer |               |       |                                                       |

##### Quarti di finale
| Arbitro: | Felix Brych |

|                                           |           |  |
| Salah 12’ Oxlade-Chamberlain 21’ Mané 31’ | Marcatori |  |

| Arbitro: | Antonio Mateu Lahoz |

|                  |           |                          |
| Gabriel Jesus 2’ | Marcatori | 56’ Salah 77’ R. Firmino |

##### Semifinale
| Arbitro: | Felix Brych |

|                                               |           |                              |
| Salah 36’, 45+1’ Mané 56’ R. Firmino 61’, 69’ | Marcatori | 81’ Džeko 85’ (rig.) Perotti |

| Arbitro: | Damir Skomina |

|                                                          |           |                       |
| Milner 15’ (aut.) Džeko 52’ Nainggolan 86’, 90+4’ (rig.) | Marcatori | 9’ Mané 25’ Wijnaldum |

##### Finale
| Arbitro: | Milorad Mažić |

|                           |           |          |
| Benzema 51’ Bale 64’, 83’ | Marcatori | 55’ Mané |

## Statistiche

### Statistiche di squadra
Aggiornate a maggio 2018.
| Competizione          | Punti                | In casa | In casa | In casa | In casa | In casa | In casa | In trasferta | In trasferta | In trasferta | In trasferta | In trasferta | In trasferta | Totale | Totale | Totale | Totale | Totale | Totale | Totale |
| Competizione          | Punti                | G       | V       | N       | P       | Gf      | Gs      | G            | V            | N            | P            | Gf           | Gs           | G      | V      | N      | P      | Gf     | Gs     | Dr     |
| --------------------- | -------------------- | ------- | ------- | ------- | ------- | ------- | ------- | ------------ | ------------ | ------------ | ------------ | ------------ | ------------ | ------ | ------ | ------ | ------ | ------ | ------ | ------ |
| Premier League        | 75 (4º posto)        | 19      | 12      | 7       | 0       | 45      | 10      | 19           | 9            | 5            | 5            | 39           | 28           | 38     | 21     | 12     | 5      | 84     | 38     | +46    |
| FA Cup                | Sedicesimi di finale | 2       | 1       | 0       | 1       | 4       | 4       | 0            | 0            | 0            | 0            | 0            | 0            | 2      | 1      | 0      | 1      | 4      | 4      | +0     |
| League Cup            | Sedicesimi di finale | 0       | 0       | 0       | 0       | 0       | 0       | 1            | 0            | 0            | 1            | 0            | 2            | 1      | 0      | 0      | 1      | 0      | 2      | -2     |
| UEFA Champions League | 12                   | 7       | 5       | 2       | 0       | 24      | 6       | 7            | 4            | 2            | 1            | 22           | 10           | 15     | 9      | 4      | 2      | 47     | 19     | +28    |
| Totale                | 87                   | 28      | 18      | 9       | 1       | 73      | 20      | 27           | 13           | 7            | 7            | 61           | 40           | 56     | 31     | 16     | 9      | 135    | 63     | +72    |

### Andamento in campionato
| Giornata  | 1 | 2 | 3 | 4 | 5 | 6 | 7 | 8 | 9 | 10 | 11 | 12 | 13 | 14 | 15 | 16 | 17 | 18 | 19 | 20 | 21 | 22 | 23 | 24 | 25 | 26 | 27 | 28 | 29 | 30 | 31 | 32 | 33 | 34 | 35 | 36 | 37 | 38 |
| --------- | - | - | - | - | - | - | - | - | - | -- | -- | -- | -- | -- | -- | -- | -- | -- | -- | -- | -- | -- | -- | -- | -- | -- | -- | -- | -- | -- | -- | -- | -- | -- | -- | -- | -- | -- |
| Luogo     | T | C | C | T | C | T | T | C | T | C  | T  | C  | C  | T  | T  | C  | C  | T  | T  | C  | C  | T  | C  | T  | T  | C  | T  | C  | C  | T  | C  | T  | T  | C  | T  | C  | T  | C  |
| Risultato | N | V | V | P | N | V | N | N | P | V  | V  | V  | N  | V  | V  | N  | N  | V  | N  | V  | V  | V  | V  | P  | V  | N  | V  | V  | V  | P  | V  | V  | N  | V  | N  | N  | P  | V  |
| Posizione | 9 | 6 | 2 | 8 | 8 | 5 | 7 | 8 | 9 | 6  | 5  | 5  | 6  | 5  | 4  | 4  | 5  | 4  | 4  | 4  | 4  | 4  | 3  | 4  | 3  | 3  | 3  | 3  | 3  | 4  | 3  | 3  | 3  | 3  | 3  | 3  | 4  | 4  |

Fonte:  Premier League – Classifiche, su sport.sky.it, sport.sky.it (archiviato dall'url originale il 5 gennaio 2016).
Legenda:

Luogo: C = Casa; T = Trasferta. Risultato: V = Vittoria; N = Pareggio; P = Sconfitta.

### Statistiche dei giocatori
In corsivo i giocatori che hanno lasciato la squadra a stagione già iniziata
| Giocatore             | Premier League | Premier League | Premier League | Premier League | FA Cup   | FA Cup | FA Cup      | FA Cup     | Football League Cup | Football League Cup | Football League Cup | Football League Cup | Champions League | Champions League | Champions League | Champions League | Totale   | Totale | Totale      | Totale     |
| Giocatore             | Presenze       | Reti           | Ammonizioni    | Espulsioni     | Presenze | Reti   | Ammonizioni | Espulsioni | Presenze            | Reti                | Ammonizioni         | Espulsioni          | Presenze         | Reti             | Ammonizioni      | Espulsioni       | Presenze | Reti   | Ammonizioni | Espulsioni |
| --------------------- | -------------- | -------------- | -------------- | -------------- | -------- | ------ | ----------- | ---------- | ------------------- | ------------------- | ------------------- | ------------------- | ---------------- | ---------------- | ---------------- | ---------------- | -------- | ------ | ----------- | ---------- |
| P. Coutinho           | 14             | 7              | 0              | 0              | 0        | 0      | 0           | 0          | 1                   | 0                   | 0                   | 0                   | 5                | 5                | 0                | 0                | 20       | 12     | 0           | 0          |
| J. Henderson          | 27             | 1              | 1              | 0              | 1        | 0      | 0           | 0          | 1                   | 0                   | 0                   | 0                   | 12               | 0                | 5                | 0                | 41       | 1      | 6           | 0          |
| D. Ward               | 0              | -0             | 0              | 0              | 0        | -0     | 0           | 0          | 1                   | -2                  | 0                   | 0                   | 0                | -0               | 0                | 0                | 1        | -2     | 0           | 0          |
| S. Mignolet           | 19             | -24            | 3              | 0              | 1        | -3     | 0           | 0          | 0                   | -0                  | 0                   | 0                   | 2                | -3               | 0                | 0                | 22       | -30    | 3           | 0          |
| D. Origi              | 1              | 0              | 0              | 0              | -        | -      | -           | -          | -                   | -                   | -                   | -                   | 0                | 0                | 0                | 0                | 1        | 0      | 0           | 0          |
| D. Sturridge          | 9              | 2              | 0              | 0              | 0        | 0      | 0           | 0          | 0                   | 0                   | 0                   | 0                   | 5                | 1                | 0                | 0                | 14       | 3      | 0           | 0          |
| A. Robertson          | 22             | 1              | 2              | 0              | 1        | 0      | 0           | 0          | 1                   | 0                   | 0                   | 0                   | 6                | 0                | 1                | 0                | 30       | 1      | 3           | 0          |
| L. Karius             | 19             | -14            | 1              | 0              | 1        | -1     | 0           | 0          | 0                   | -0                  | 0                   | 0                   | 13               | -16              | 0                | 0                | 33       | -31    | 1           | 0          |
| J. Matip              | 25             | 1              | 3              | 0              | 2        | 0      | 0           | 0          | 0                   | 0                   | 0                   | 0                   | 8                | 0                | 0                | 0                | 35       | 1      | 3           | 0          |
| J. Flanagan           | 0              | 0              | 0              | 0              | 0        | 0      | 0           | 0          | 1                   | 0                   | 0                   | 0                   | 0                | 0                | 0                | 0                | 1        | 0      | 0           | 0          |
| A. Oxlade-Chamberlain | 32             | 3              | 3              | 0              | 2        | 0      | 0           | 0          | 1                   | 0                   | 0                   | 0                   | 7                | 2                | 0                | 0                | 42       | 5      | 3           | 0          |
| M. Salah              | 36             | 32             | 1              | 0              | 1        | 1      | 0           | 0          | 0                   | 0                   | 0                   | 0                   | 15               | 11               | 0                | 0                | 52       | 44     | 1           | 0          |
| S. Mané               | 29             | 10             | 3              | 1              | 2        | 0      | 0           | 0          | 0                   | 0                   | 0                   | 0                   | 13               | 10               | 2                | 0                | 44       | 20     | 5           | 1          |
| R. Firmino            | 37             | 15             | 1              | 0              | 2        | 1      | 0           | 0          | 0                   | 0                   | 0                   | 0                   | 15               | 11               | 2                | 0                | 54       | 27     | 3           | 0          |
| A. Lallana            | 12             | 0              | 1              | 0              | 1        | 0      | 0           | 0          | 0                   | 0                   | 0                   | 0                   | 2                | 0                | 0                | 0                | 15       | 0      | 1           | 0          |
| D. Solanke            | 21             | 1              | 0              | 0              | 1        | 0      | 1           | 0          | 1                   | 0                   | 0                   | 0                   | 4                | 0                | 1                | 0                | 27       | 1      | 2           | 0          |
| R. Klavan             | 19             | 1              | 0              | 0              | 0        | 0      | 0           | 0          | 1                   | 0                   | 1                   | 0                   | 8                | 0                | 0                | 0                | 28       | 1      | 1           | 0          |
| G. Wijnaldum          | 33             | 1              | 1              | 0              | 2        | 0      | 0           | 0          | 1                   | 0                   | 0                   | 0                   | 14               | 1                | 0                | 0                | 50       | 2      | 1           | 0          |
| J. Milner             | 33             | 0              | 3              | 0              | 2        | 1      | 0           | 0          | 0                   | 0                   | 0                   | 0                   | 13               | 0                | 0                | 0                | 48       | 1      | 3           | 0          |
| N. Clyne              | 3              | 0              | 1              | 0              | 0        | 0      | 0           | 0          | 0                   | 0                   | 0                   | 0                   | 2                | 0                | 0                | 0                | 5        | 0      | 1           | 0          |
| A. Moreno             | 16             | 0              | 1              | 0              | 1        | 0      | 0           | 0          | 0                   | 0                   | 0                   | 0                   | 10               | 0                | 2                | 0                | 27       | 0      | 3           | 0          |
| E. Can                | 26             | 3              | 8              | 0              | 2        | 0      | 1           | 0          | 0                   | 0                   | 0                   | 0                   | 10               | 3                | 4                | 0                | 38       | 6      | 13          | 0          |
| M. Grujic             | 3              | 0              | 0              | 0              | 0        | 0      | 0           | 0          | 1                   | 0                   | 1                   | 0                   | 2                | 0                | 0                | 0                | 6        | 0      | 1           | 0          |
| D. Ings               | 8              | 1              | 0              | 0              | 1        | 0      | 0           | 0          | 1                   | 0                   | 0                   | 0                   | 4                | 0                | 0                | 0                | 14       | 1      | 0           | 0          |
| D. Lovren             | 29             | 2              | 4              | 0              | 0        | 0      | 0           | 0          | 0                   | 0                   | 0                   | 0                   | 14               | 0                | 2                | 0                | 43       | 2      | 6           | 0          |
| J. Gomez              | 23             | 0              | 2              | 0              | 1        | 0      | 0           | 0          | 1                   | 0                   | 0                   | 0                   | 6                | 0                | 2                | 1                | 31       | 0      | 4           | 1          |
| T. Alexander-Arnold   | 19             | 1              | 3              | 0              | 2        | 0      | 0           | 0          | 0                   | 0                   | 0                   | 0                   | 12               | 2                | 3                | 0                | 33       | 3      | 6           | 0          |
| B. Woodburn           | 1              | 0              | 0              | 0              | 0        | 0      | 0           | 0          | 1                   | 0                   | 0                   | 0                   | 0                | 0                | 0                | 0                | 2        | 0      | 0           | 0          |
| V. van Dijk           | 14             | 0              | 1              | 0              | 2        | 1      | 0           | 0          | 0                   | 0                   | 0                   | 0                   | 6                | 0                | 1                | 0                | 22       | 1      | 2           | 0          |